# Жумабекова Саліма Жумабеківна
Саліма Жумабеківна Жумабекова (нар. 1935) — Герой Соціалістичної Праці, Казахська РСР. Мати-героїня.

## Біографія
Народилася 25 серпня 1935 року.
Все життя прожила в селі Леніне, яке з 1997 року називається Турмагамбет, в Кармакшинському районі Кизилординської області.
Працювала рисоводом. Вчитися справі їздила до знаменитого земляка — Ібрая Жахаєва в Шиєлійський район Кизилординської області, двічі Героя Соціалістичної Праці.
Член КПРС, була делегатом XXVI з'їзду КПРС і Депутатом Верховної Ради СРСР. Шість років очолювала у рідному селі аулраду.
Чоловік Саліми працював механізатором. У 1976 році загинув у результаті нещасного випадку на роботі. У родині 11 дітей.
У 2008 році, під час візиту в Кизилординську область, Нурсултан Назарбаєв вручив Салімі Жумабековій (і іншим жінкам-ветеранам області) ключі від нової квартири за великий внесок у розвиток сільського господарства Кизилординської області.

## Нагороди та звання
- медаль «Серп і Молот» (03.03.1980).
- орден «Курмет»
- 2 ордена Леніна (10.12.1973; 03.03.1980)
- орден «Мати-героїня».
- Почесна громадянка Кизилординської області.
- 2018 - Ювілейні медалі «Астана 20 жыл»[4]